# St. Antonius (Lindach)

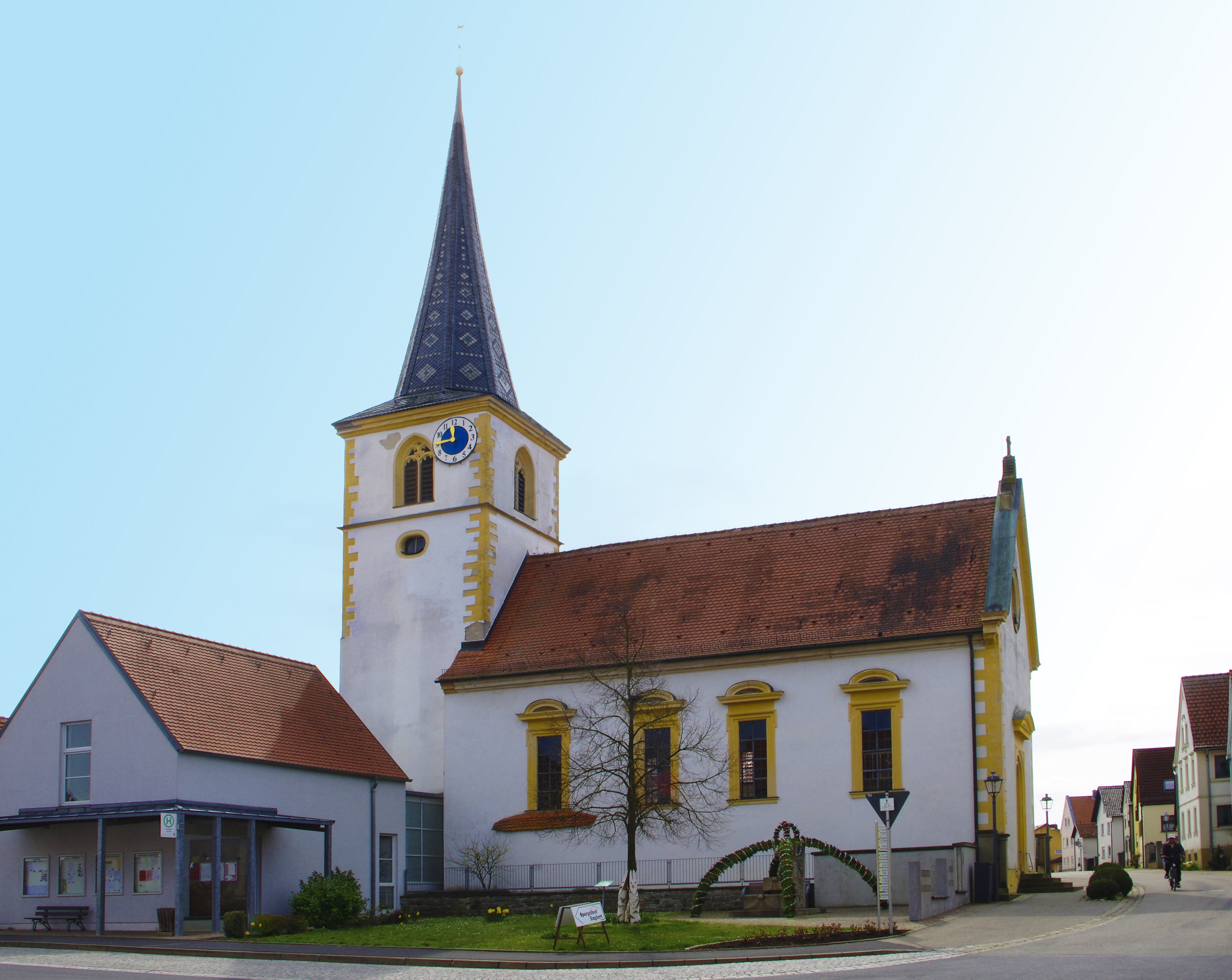
St. Antonius (Lindach)

Die römisch-katholische, denkmalgeschützte Filialkirche St. Antonius steht in Lindach, einem Gemeindeteil der Gemeinde Kolitzheim im Landkreis Schweinfurt (Unterfranken, Bayern). Das Bauwerk ist unter der Denkmalnummer D-6-78-150-63 als Baudenkmal in der Bayerischen Denkmalliste eingetragen. Die Kirche gehört zur Pfarrei St. Bartholomäus in Stammheim der Pfarreiengemeinschaft Marienhain (Herlheim) im Dekanat Schweinfurt-Süd des Bistums Würzburg.

## Beschreibung
Der Chorturm wurde im 15./16. Jahrhundert gebaut. An ihn wurde 1691 das mit einem Satteldach bedeckte Langhaus aus vier Jochen angefügt. Zu dieser Zeit wurde der Chorturm aufgestockt, um die Turmuhr und den Glockenstuhl unterzubringen, und mit einem achtseitigen Knickhelm bedeckt. Die klassizistische Kirchenausstattung entstand um 1780.
Die Orgel wurde 1942 von Michael Weise erbaut. Sie verfügt über 13 Register auf zwei Manualen und Pedal.